# Tata Pedro
Pedro Cruz Garcia (1943 Sololá, Guatemala – junio 2021 San Pedro La Laguna, Guatemala) fue un líder espiritual Ajq'ij de la comunidad Zutuhil en la región de San Pedro La Laguna, Guatemala. Tata Pedro practicó medicina espiritual, rituales de fuego y ceremonias de cacao a nivel internacional. Fue uno de los pocos miembros sobrevivientes del Consejo Maya de Ancianos de Zutuhil, que es una rama del pueblo maya quiché y miembro del Consejo Maya de Ancianos del Lago de Atitlán. Tata Pedro fue también intérprete de sueños de su comunidad y líder en la preservación y educación de las ceremonias mayas de conmemoración de días, particularmente a través del calendario Tzolk'in, y del fuego. Tata Pedro también fue fundador del festival Unificación de la Sabiduría Ancestral en Tikal, Guatemala, que reúne a tribus fragmentadas de descendientes mayas para promover las tradiciones orales, los rituales y la antigua cultura maya. 